# Web Open Font Format
Pour les articles homonymes, voir Web Open Font Format 2.
Le Web Open Font Format (WOFF) est un format de police de caractère comprimée pour un usage sur les sites web. Le format développé en 2009 est un fichier de police de caractères SFNT (TrueType, OpenType) qui a été comprimé à l’aide d’un outil de codage WOFF. Le format utilise la compression zlib, ce qui permet d’avoir une réduction de taille de fichier de plus de 40 %.
Le format est soutenu par plusieurs entreprises de typographie, et pris en charge par la version 3.6 du navigateur Firefox de Mozilla. Le 12 avril 2010, le WOFF 1.0, présenté par Microsoft Corporation, Mozilla Foundation et Opera Software est accepté par le W3C.
En 2012, commence une nouvelle  version du format. Celle-ci est publiée en 2013 sous la norme WOFF 2.0 et peut être utilisé dans les navigateurs Chrome et Chromium de Google, à partir de la version 36, ainsi qu'Opera à partir de la version 23.